# Koorküla Valgjärv
Koorküla Valgjärv é um lago na paróquia de Tõrva, no condado de Valga, na Estónia. O lago é um dos mais profundos da Estónia.
A área do lago é de 44,3 hectares e a sua profundidade máxima é de 26,8 metros. 